# Kap Nutt
Kap Nutt ist ein hauptsächlich vereistes Kap mit einigen Felsvorsprüngen am äußersten Rand an der Knox-Küste des ostantarktischen Wilkeslands. Es bildet die Westseite der Einfahrt zur Vincennes Bay.
Die Lage des Kaps fällt zusammen mit dem östlichen Ende des 1840 im Kartenmaterial der United States Exploring Expedition (1838–1842) unter Charles Wilkes als Knox’s High Land eingetragenen Küstenabschnitts. Das Kap wurde durch Luftaufnahmen der United States Navy bei der Operation Highjump (1946–1947) fotografisch erfasst. Das Advisory Committee on Antarctic Names benannte das Kap 1955 nach Commander David C. Nutt (1919–2008) von den Reservestreitkräften der US-Marine, geographischer Assistenzwissenschaftler am Dartmouth College und Meeresbiologe bei der Operation Windmill (1947–1948).